# 三溴乙酸
三溴乙酸（英語：Tribromoacetic acid）是一种有机化合物，化学式：CBr3CO2H，是一种卤代乙酸，其性质与三氟乙酸和三氯乙酸类似。